# Ashland (Virgínia)

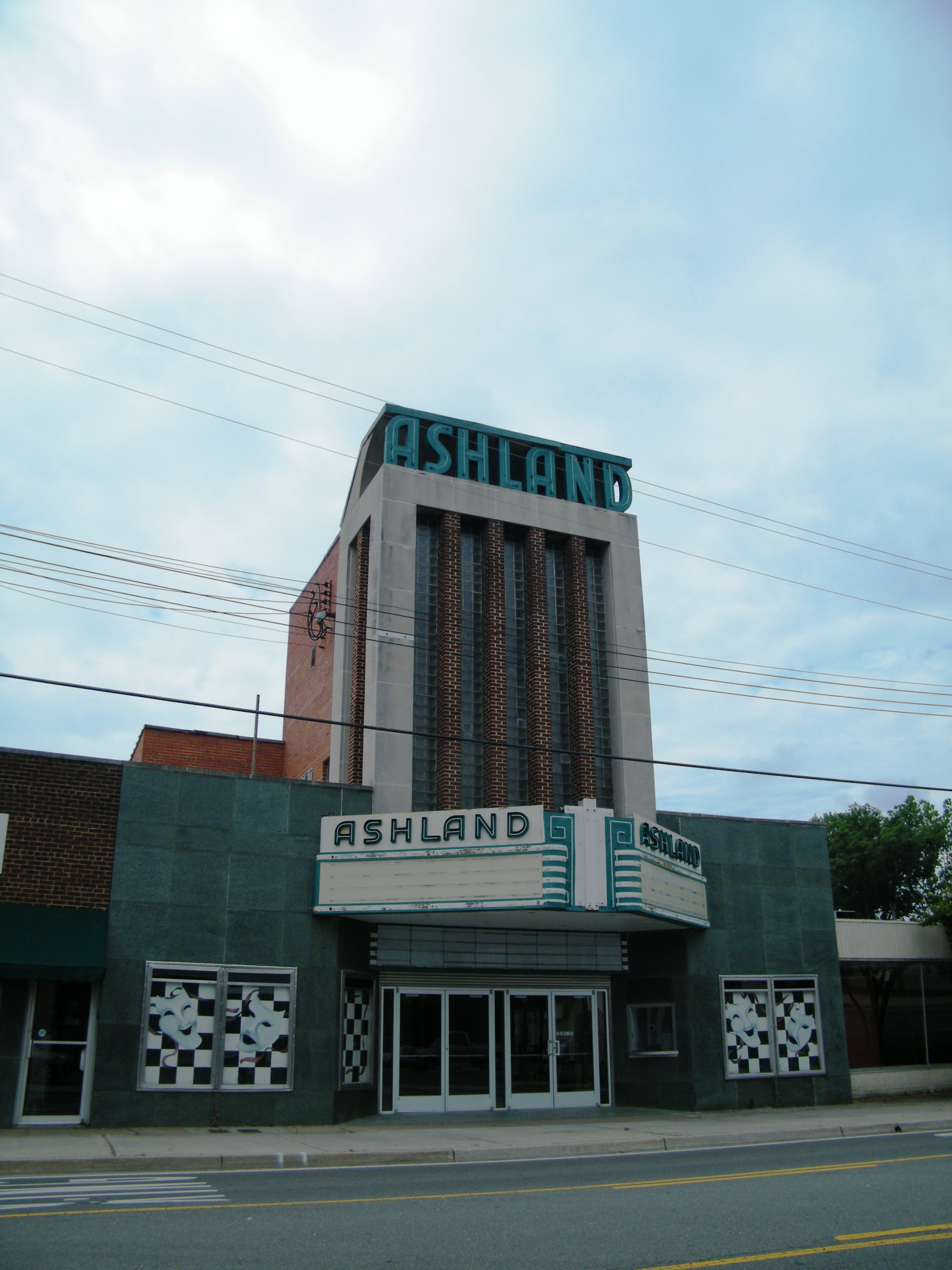
Ashland Theater

Ashland é uma cidade  localizada no estado norte-americano de Virginia, no Condado de Hanover.

## Demografia
Segundo o censo norte-americano de 2000, a sua população era de 6619 habitantes. 
Em 2006, foi estimada uma população de 7052, um aumento de 433 (6.5%).

## Geografia
De acordo com o United States Census Bureau tem uma área de 
18,7 km², dos quais 18,6 km² cobertos por terra e 0,1 km² cobertos por água. Ashland localiza-se a aproximadamente 25 m acima do nível do mar.

## Localidades na vizinhança
O diagrama seguinte representa as localidades num raio de 20 km ao redor de Ashland. 